# Thursania aristarioides
Thursania aristarioides är en fjärilsart som beskrevs av William Schaus 1916. Thursania aristarioides ingår i släktet Thursania och familjen nattflyn. Inga underarter finns listade i Catalogue of Life.